# ひまわり (人工衛星)
ひまわり（英称: Geostationary Meteorogical Satellite、GMS）は気象庁と宇宙開発事業団 (NASDA) が打上げた静止気象衛星である。開発・製造は日本電気およびヒューズが担当した。ひまわり2号を打ち上げて以後は「ひまわり1号」とも俗称される。

## 目的
宇宙からの気象観測の実施。世界気象機関 (WMO) と国際学術連合会議 (ICSU) が共同で実施する地球大気開発計画 (GARP) の一翼を担った。

## 開発
従来から日本では極軌道気象衛星の構想が進められてきた。しかし、1970年春頃までのGARP関係のいくつかの国際会議において気象衛星観測網の構想が具体化してきたのに伴い、1970年度の宇宙開発計画の見直しによって、静止気象衛星の研究を進めることとなった。
気象庁気象研究所は、1971年度からGARPで要請されている仕様を満たす静止気象観測衛星について調査検討を開始し、アメリカのSMSやGOESの研究開発状況を参考にしながら、衛星の概念設計及び予備設計を行った。また、NASDAにおいても、静止気象衛星の短期間での開発可能性や技術的波及効果などについて調査検討が行われ、実現性が確かめられた。
1972年度の宇宙開発計画の見直しにおいて翌年からの開発開始が決定され、1973年度から開発を開始した。同7月の基本設計の段階でNASDAが気象庁から開発を引き継ぎ、1974年9月に基本設計を終了した。この結果をもとに詳細設計を進め、1974年度末に詳細設計審査を実施、1975年度からプロトフライトモデル (PFM) 及びフライトモデル (FM) の製作を行った。その後、同年11月からPFMの総合試験を、翌年2月からFMの総合試験を行い、1977年4月までに全ての試験を終了した。

## 運用
1977年7月14日にデルタ2914ロケット132号機によってケープカナベラル空軍基地から打ち上げられた。その後、7月15日に第3遠地点でアポジキックモーターを噴射しドリフト軌道へ投入、7月18日に東経140度の赤道上空に静止された。
初期運用ではスピン軸が約2度ずれていることが判明し、取得した画像に歪みが生じる事態となったが、地上のソフトウェアを改修することで対応した。
1977年11月4日から定常運用を開始し、1978年4月6日から気象庁気象衛星センターによる本格運用が開始された。1981年12月21日にひまわり2号へ業務を引き継ぎ、東経160度へ移動、軌道上待機となった。その後、搭載機器の劣化から1989年6月26日から6月29日にかけて墓場軌道へ離脱、6月30日に停波し運用を終了した。